# Bromsgrove
Bromsgrove ist eine Stadt im District Bromsgrove in der Grafschaft Worcestershire, England. Bromsgrove ist 19 km von Worcester entfernt. Im Jahr 2011 hatte es eine Bevölkerung von 33.461 und Bromsgrove (District) 93.637. Bromsgrove wurde 1086 im Domesday Book als Bremesgrave erwähnt.

## Persönlichkeiten
- Charlotte Badger (* 1778; † nach 1815), australische Piratin
- Winston Field (1904–1969), rhodesischer Politiker, Premierminister Südrhodesiens
- Geoffrey Hill (1932–2016), Dichter und Hochschullehrer
- Mark Burns (1936–2007), Schauspieler
- Nicholas Evans (1950–2022), Journalist und Schriftsteller
- Trudie Styler (* 1954), Schauspielerin und Filmproduzentin
- Ian Taylor (* 1954), Hockeyspieler
- Mark Williams (* 1959), Schauspieler
- Michael Ball (* 1962), Schauspieler und Sänger
- Alan Smith (* 1962), Fußballspieler
- Kevin Poole (* 1963), Fußballspieler
- Russell Williams (* 1963), kanadischer Mörder und ehemaliger Offizier der Luftwaffe
- Steven Burrows (* 1964), Musiker und Bassist
- Claire Perry (* 1964), Politikerin
- Andy Smith (* 1967), Dartspieler
- Gary Rowett (* 1974), Fußballspieler und -trainer
- James Salter (* 1976), Schwimmer[4]
- Rachel Emily Bragg (* 1984), Volleyballspielerin
- Dan Bull (* 1986), Rapper und Songschreiber
- Steven Davies (* 1986), Cricketspieler
- Jessica Varnish (* 1990), Radrennfahrerin
- Megan Walsh (* 1994), irisch-englische Fußballtorhüterin
- Emily Kay (* 1995), Radrennfahrerin
- Lauren Rowles (* 1998), Ruderin